# Olympische Sommerspiele 2000/Leichtathletik – 1500 m (Frauen)

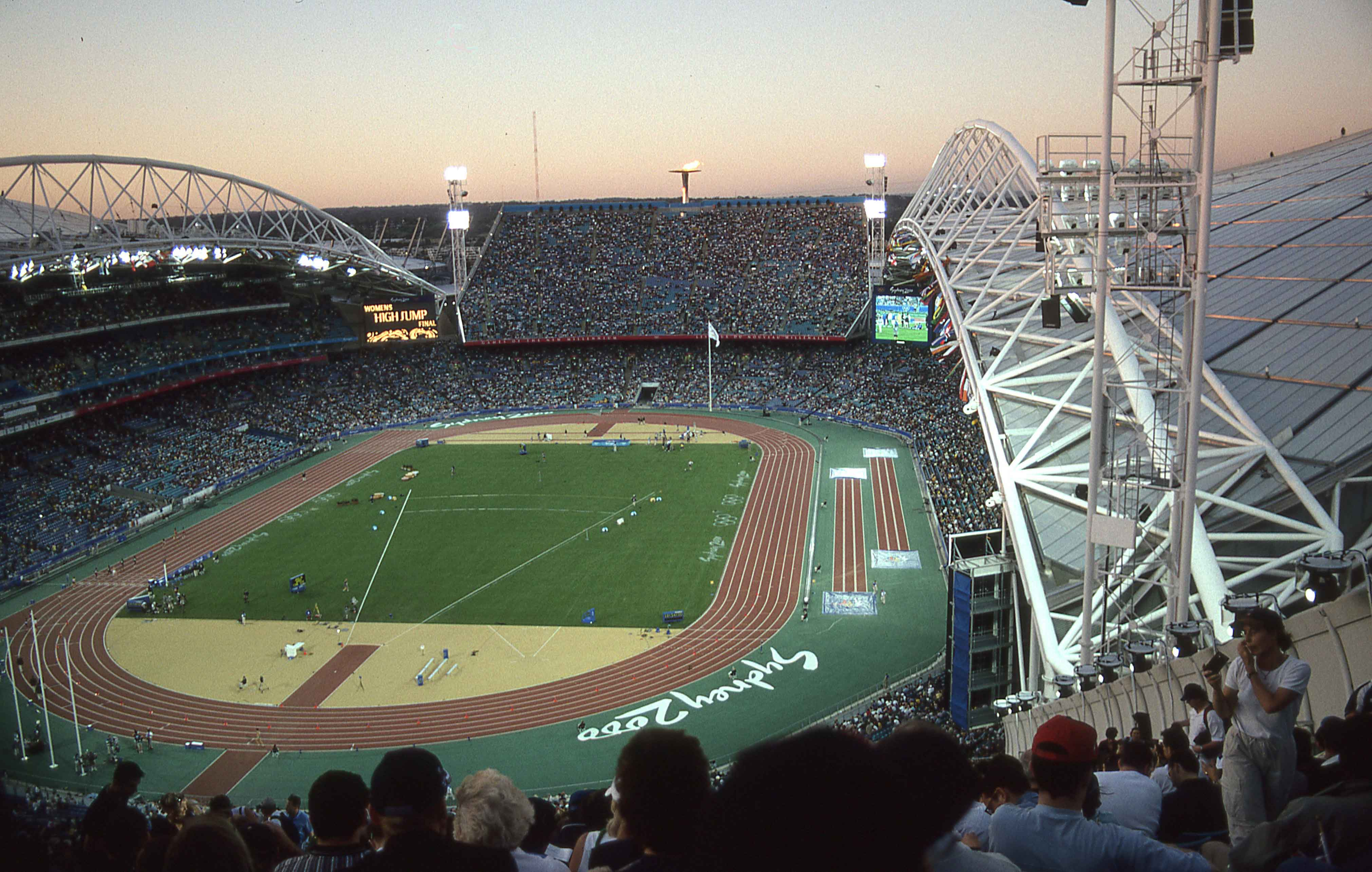
Das frühere ANZ Stadium von Sydney während der Olympischen Spiele 2000

Der 1500-Meter-Lauf der Frauen bei den Olympischen Spielen 2000 in Sydney wurde am 27., 28. und 30. September 2000 im Stadium Australia ausgetragen. 4283 Athletinnen nahmen teil.
Olympiasiegerin wurde die Algerierin Nouria Mérah-Benida. Sie gewann vor den beiden Rumäninnen Violeta Szekely und Gabriela Szabo.
Für die Schweiz starteten Sabine Fischer und Anita Weyermann. Weyermann schied im Halbfinale aus, Fischer erreichte das Finale und wurde Neunte.
Athletinnen aus Deutschland, Österreich und Liechtenstein nahmen nicht teil.

## Aktuelle Titelträgerinnen
| Olympiasiegerin 1996                      | Swetlana Masterkowa ( Russland)    | 4:00,83 min | Atlanta 1996    |
| Weltmeisterin 1999                        | Swetlana Masterkowa ( Russland)    | 3:59,53 min | Sevilla 1999    |
| Europameisterin 1998                      | Swetlana Masterkowa ( Russland)    | 4:11,91 min | Budapest 1998   |
| Panamerikanische Meisterin 1999           | Marla Runyan ( USA)                | 4:16,86 min | Winnipeg 1999   |
| Zentralamerika und Karibik-Meisterin 1999 | Isabel Juárez ( Mexiko)            | 4:26,64 min | Bridgetown 1999 |
| Südamerika-Meisterin 1999                 | Bertha Sánchez ( Kolumbien)        | 4:35,72 min | Bogotá 1999     |
| Asienmeisterin 2000                       | Wu Qingdong ( Volksrepublik China) | 4:17,82 min | Jakarta 2000    |
| Afrikameisterin 2000                      | Nouria Mérah-Benida ( Algerien)    | 4:16,14 min | Algier 2000     |
| Ozeanienmeisterin 2000                    | Salome Tabuatalei ( Fidschi)       | 5:15,11 min | Adelaide 2000   |

## Bestehende Rekorde
| Weltrekord         | 3:50,46 min | Qu Yunxia ( Volksrepublik China) | Peking, Volksrepublik China | 11. September 1993 |
| Olympischer Rekord | 3:53,96 min | Paula Ivan ( Rumänien)           | Finale OS Seoul, Südkorea   | 1. Oktober 1988    |

Der bestehende olympische Rekord wurde auch bei diesen Spielen nicht erreicht. Alle Läufe hier waren auf ein Finish im letzten Rennabschnitt ausgerichtet. Die algerische Olympiasiegerin Nouria Mérah-Benida verfehlte den Rekord im schnellsten Rennen, dem Finale, mit ihren 4:05,10 min um 11,14 Sekunden. Zum Weltrekord fehlten ihr 14,64 Sekunden.

## Vorrunde
Insgesamt wurden drei Vorläufe absolviert. Für das Halbfinale qualifizierten sich pro Lauf die ersten sechs Athletinnen. Darüber hinaus kamen die sechs Zeitschnellsten, die sogenannten Lucky Loser, weiter. Die direkt qualifizierten Läuferinnen sind hellblau, die Lucky Loser hellgrün unterlegt.
Anmerkung: Alle Zeitangaben sind auf Ortszeit Sydney (UTC+10) bezogen.

### Vorlauf 1
27. September 2000, 9:35 Uhr
| Platz | Name                 | Nation         | Zeit (min) |
| ----- | -------------------- | -------------- | ---------- |
| 1     | Suzy Favor Hamilton  | USA            | 4:08,08    |
| 2     | Anna Jakubczak       | Polen          | 4:08,13    |
| 3     | Gabriela Szabo       | Rumänien       | 4:08,33    |
| 4     | Süreyya Ayhan        | Türkei         | 4:08,37    |
| 5     | Carla Sacramento     | Portugal       | 4:08,41    |
| 6     | Helen Pattinson      | Großbritannien | 4:08,80    |
| 7     | Margaret Crowley     | Australien     | 4:08,85    |
| 8     | Anita Weyermann      | Schweiz        | 4:09,28    |
| 9     | Ljudmila Rogatschowa | Russland       | 4:09,81    |
| 10    | Mardrea Hyman        | Jamaika        | 4:10,21    |
| 11    | Abebech Negussie     | Äthiopien      | 4:15,52    |
| 12    | Julia Sakara         | Simbabwe       | 4:21,94    |
| 13    | Tetjana Krywobok     | Ukraine        | 4:22,11    |
| 14    | Shazia Hidayat       | Pakistan       | 5:07,17    |
| DNF   | Leah Pells           | Kanada         |            |

### Vorlauf 2

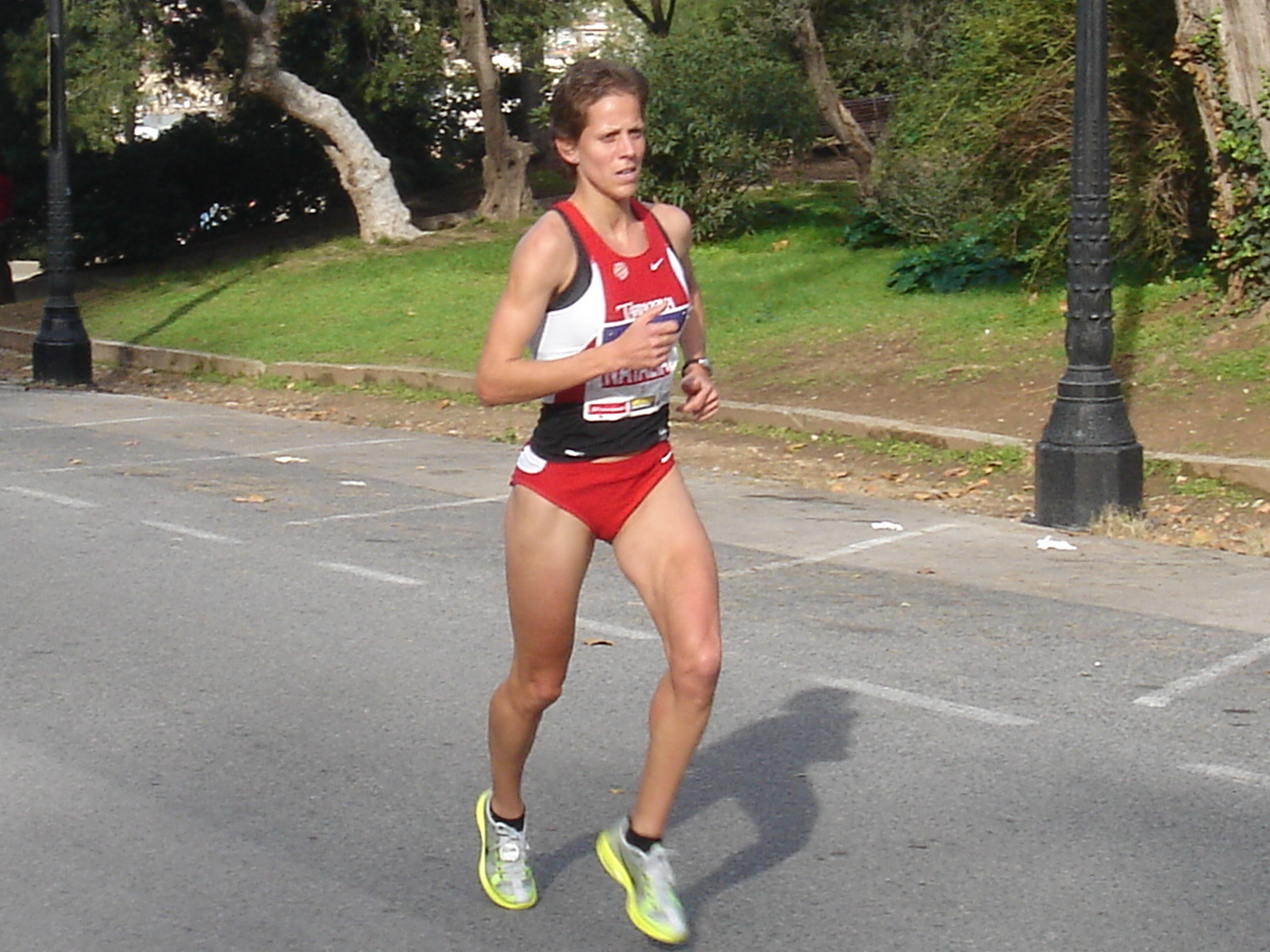
Natalia Rodríguez – ausgeschieden
als Zwölfte des zweiten Vorlaufs

27. September 2000, 9:44 Uhr
| Platz | Name                | Nation         | Zeit (min) |
| ----- | ------------------- | -------------- | ---------- |
| 1     | Violeta Szekely     | Rumänien       | 4:10,18    |
| 2     | Lidia Chojecka      | Polen          | 4:10,34    |
| 3     | Kelly Holmes        | Großbritannien | 4:10,38    |
| 4     | Veerle Dejaeghere   | Belgien        | 4:10,68    |
| 5     | Sabine Fischer      | Schweiz        | 4:10,78    |
| 6     | Seloua Ouaziz       | Marokko        | 4:10,82    |
| 7     | Marla Runyan        | USA            | 4:10,83    |
| 8     | Georgina Clarke     | Australien     | 4:11,74    |
| 9     | Toni Hodgkinson     | Neuseeland     | 4:12,59    |
| 10    | Naomi Mugo          | Kenia          | 4:13,18    |
| 11    | Hareg Sidelil       | Äthiopien      | 4:14,05    |
| 12    | Natalia Rodríguez   | Spanien        | 4:22,82    |
| 13    | Daniela Kuleska     | Mazedonien     | 4:33,50    |
| DNF   | Swetlana Masterkowa | Russland       |            |

### Vorlauf 3

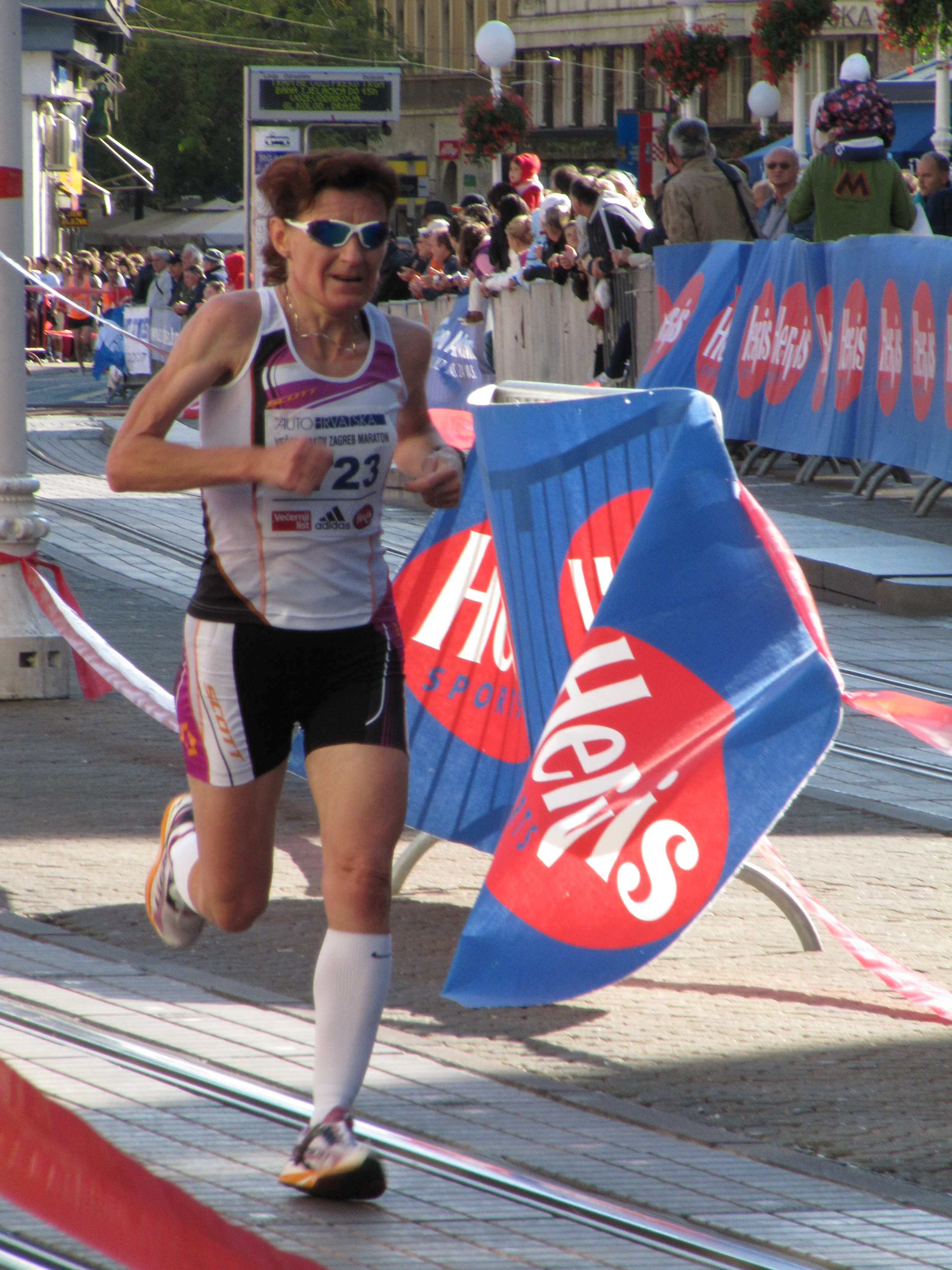
Helena Javornik – ausgeschieden als Zwölfte des dritten Vorlaufs
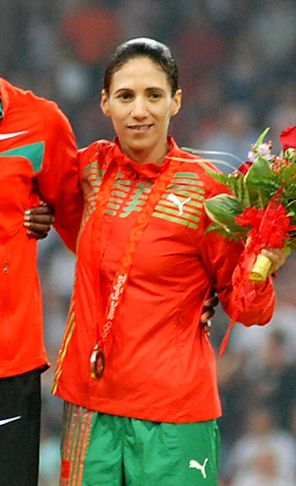
Hasna Benhassi – Achte über 800 Meter – verzichtete auf ihren Start über die längere Mittelstrecke

27. September 2000, 9:53 Uhr
| Platz | Name                | Nation         | Zeit (min) |
| ----- | ------------------- | -------------- | ---------- |
| 1     | Kutre Dulecha       | Äthiopien      | 4:09,88    |
| 2     | Nouria Mérah-Benida | Algerien       | 4:10,24    |
| 3     | Hayley Tullett      | Großbritannien | 4:10,58    |
| 4     | Elena Iagăr         | Rumänien       | 4:11,35    |
| 5     | Nuria Fernández     | Spanien        | 4:11,46    |
| 6     | Irina Krakowiak     | Litauen        | 4:11,57    |
| 7     | Sinéad Delahunty    | Irland         | 4:11,75    |
| 8     | Fatma Lanouar       | Tunesien       | 4:11,87    |
| 9     | Shayne Culpepper    | USA            | 4:12,52    |
| 10    | Natalja Gorelowa    | Russland       | 4:12,84    |
| 11    | Sarah Jamieson      | Australien     | 4:12,90    |
| 12    | Helena Javornik     | Slowenien      | 4:18,18    |
| 13    | Silvia Felipo       | Andorra        | 4:45,32    |
| DNS   | Hasna Benhassi      | Marokko        |            |

## Halbfinale
Für das Finale qualifizierten sich pro Lauf die ersten fünf Athletinnen. Darüber hinaus kamen die zwei Zeitschnellsten, die sogenannten Lucky Loser, weiter. Die direkt qualifizierten Läuferinnen sind hellblau, die Lucky Loser hellgrün unterlegt.

### Lauf 1

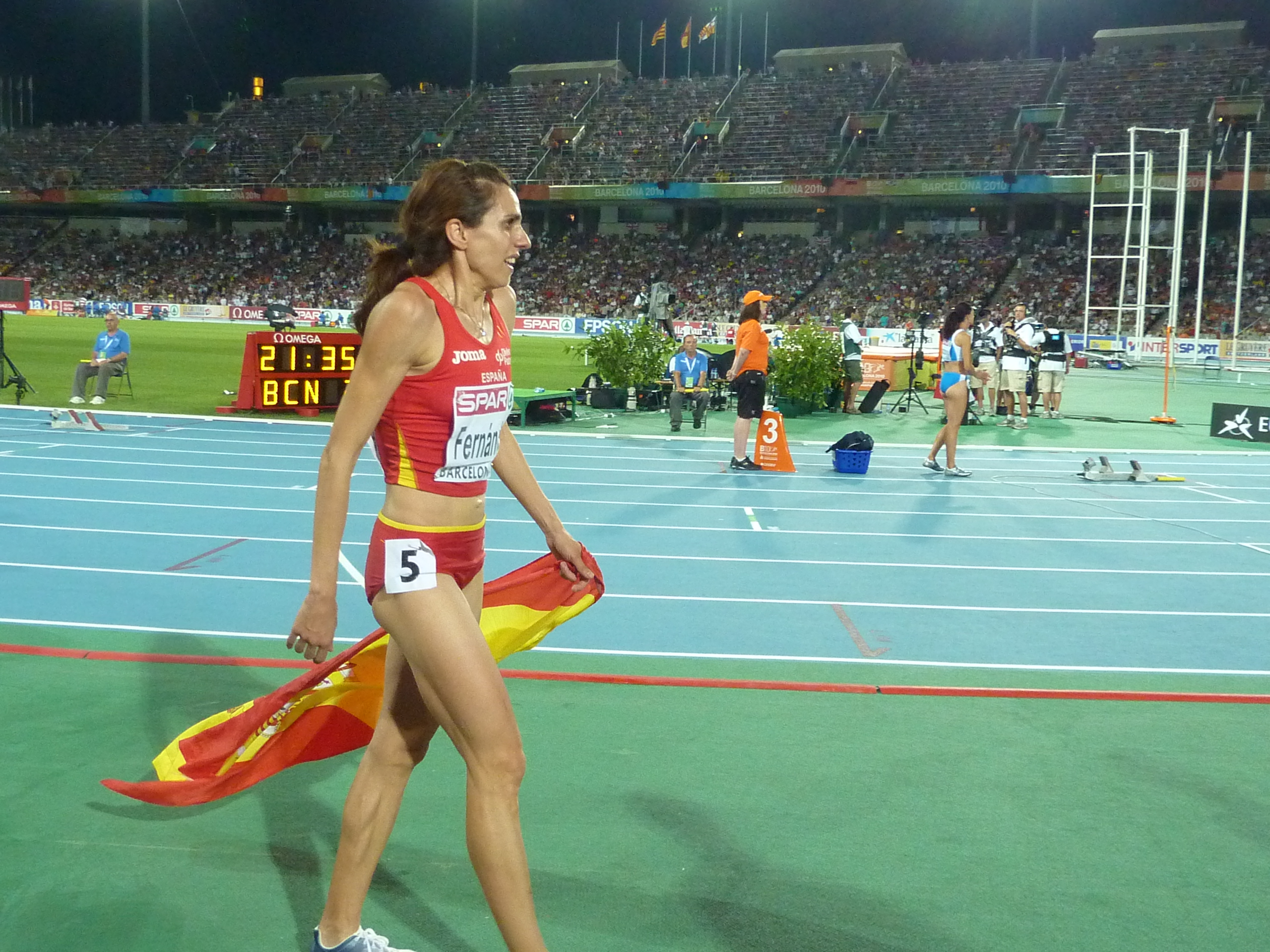
Nuria Fernández – ausgeschieden
als Zehnte des ersten Halbfinals

28. September 2000, 19:00 Uhr
| Platz | Name                 | Nation         | Zeit (min) |
| ----- | -------------------- | -------------- | ---------- |
| 1     | Nouria Mérah-Benida  | Algerien       | 4:05,24    |
| 2     | Suzy Favor Hamilton  | USA            | 4:05,25    |
| 3     | Hayley Tullett       | Großbritannien | 4:05,34    |
| 4     | Kelly Holmes         | Großbritannien | 4:05,35    |
| 5     | Lidia Chojecka       | Polen          | 4:05,78    |
| 6     | Marla Runyan         | USA            | 4:06,14    |
| 7     | Sabine Fischer       | Schweiz        | 4:06,67    |
| 8     | Margaret Crowley     | Australien     | 4:09,16    |
| 9     | Ljudmila Rogatschowa | Russland       | 4:09,18    |
| 10    | Nuria Fernández      | Spanien        | 4:10,92    |
| 11    | Irina Krakowiak      | Litauen        | 4:14,57    |
| 12    | Elena Iagăr          | Rumänien       | 4:21,94    |

### Lauf 2

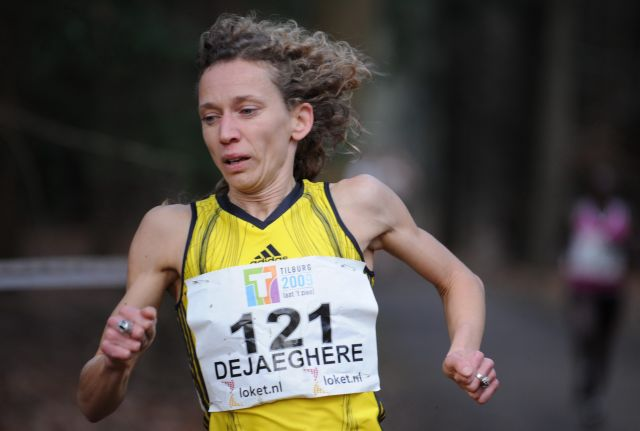
Veerle Dejaeghere – ausgeschieden
als Sechste des zweiten Halbfinals

28. September 2000, 19:10 Uhr
| Platz | Name              | Nation         | Zeit (min) |
| ----- | ----------------- | -------------- | ---------- |
| 1     | Violeta Szekely   | Rumänien       | 4:06,60    |
| 2     | Kutre Dulecha     | Äthiopien      | 4:06,78    |
| 3     | Anna Jakubczak    | Polen          | 4:07,03    |
| 4     | Gabriela Szabo    | Rumänien       | 4:07,38    |
| 5     | Carla Sacramento  | Portugal       | 4:07,65    |
| 6     | Veerle Dejaeghere | Belgien        | 4:07,87    |
| 7     | Seloua Ouaziz     | Marokko        | 4:09,11    |
| 8     | Süreyya Ayhan     | Türkei         | 4:09,42    |
| 9     | Helen Pattinson   | Großbritannien | 4:09,60    |
| 10    | Georgina Clarke   | Australien     | 4:10,99    |
| 11    | Mardrea Hyman n   | Jamaika        | 4:14,20    |
| 12    | Anita Weyermann   | Schweiz        | 4:30,80    |

## Finale

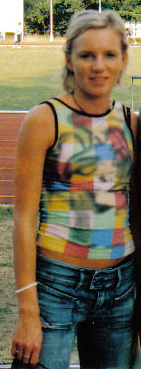
Die Olympiafünfte Lidia Lidia Chojecka
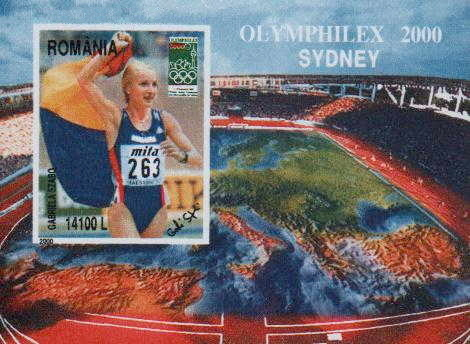
Die Bronzemedaillengewinnerin Gabriela Szabo auf einer rumänischen Briefmarke
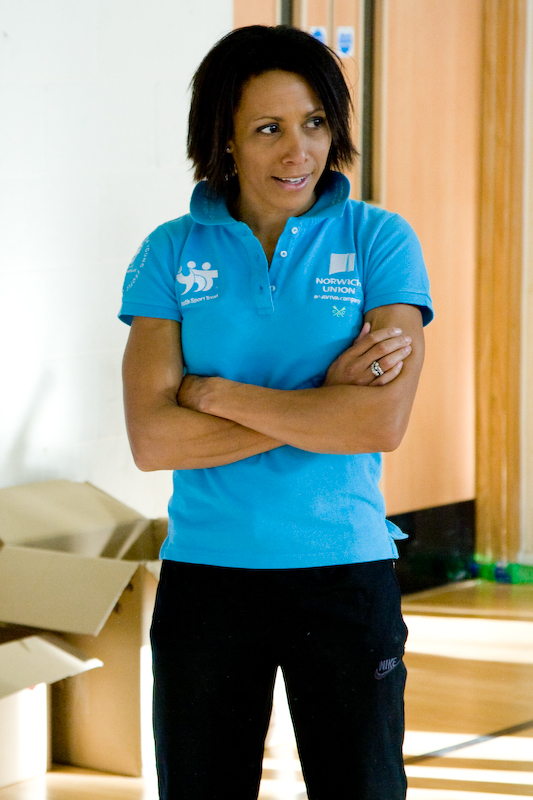
Kelly Holmes, Silbermedaillengewinnerin über 800 Meter, belegte im Finale Rang sieben

30. September 2000, 20:20 Uhr
| Platz | Name                | Nation         | Zeit (min) |
| ----- | ------------------- | -------------- | ---------- |
| 1     | Nouria Mérah-Benida | Algerien       | 4:05,10    |
| 2     | Violeta Szekely     | Rumänien       | 4:05,15    |
| 3     | Gabriela Szabo      | Rumänien       | 4:05,27    |
| 4     | Kutre Dulecha       | Äthiopien      | 4:05,33    |
| 5     | Lidia Chojecka      | Polen          | 4:06,42    |
| 6     | Anna Jakubczak      | Polen          | 4:06,49    |
| 7     | Kelly Holmes        | Großbritannien | 4:08,02    |
| 8     | Marla Runyan        | USA            | 4:08,30    |
| 9     | Sabine Fischer      | Schweiz        | 4:08,84    |
| 10    | Carla Sacramento    | Portugal       | 4:11,15    |
| 11    | Hayley Tullett      | Großbritannien | 4:22,29    |
| 12    | Suzy Favor Hamilton | USA            | 4:23,05    |

Für das Finale hatten sich je zwei Polinnen, Rumäninnen, US-Athletinnen und Britinnen sowie je eine Teilnehmerin aus Algerien, Äthiopien, Portugal und der Schweiz qualifiziert.
Die eigentliche Favoritin Swetlana Masterkowa, Olympiasiegerin von 1996 sowie amtierende Welt- und Europameisterin, war nach einem Sturz in ihrem Vorlauf ausgeschieden. Als Medaillenkandidatinnen traten nun vor allem die äthiopische WM-Dritte Kutre Dulecha sowie die beiden Rumäninnen Violeta Szekely – WM-Vierte – und Gabriela Szabo – Silbermedaillengewinnerin von 1996 – an.
Das Finalrennen wurde in sehr mäßigem Tempo angegangen und von der sehbehinderten US-Amerikanerin Marla Runyan angeführt. Die erste Runde wurde in 1:10,56 min durchlaufen. Teamkollegin Suzy Favor Hamilton übernahm nun die Spitze und es wurde schneller, für die zweite Runde wurden nur 1:05,37 min benötigt. Sechs Läuferinnen setzten sich mehr und mehr von ihren Konkurrentinnen ab. In 1:01,03 min wurde Runde drei gelaufen, das Tempo wurde also weiter forciert. Zu Beginn der letzten Runde rückte das Feld wieder etwas enger zusammen, der Ausgang dieses Rennens war völlig offen und es sollte noch zu erheblichen Veränderungen kommen. Zu Beginn der Zielgeraden führte die Algerierin Nouria Mérah-Benida und hatte sich bereits einen sichtbaren Vorsprung erarbeitet. Dahinter spurtete eine Fünfergruppe mit Szekely, Dulecha, den beiden Polinnen Lidia Chojecka und Anna Jakubczak sowie Hamilton um die Medaillen. Das Rennen blieb äußerst spannend und ereignisreich. Zunächst berührte die entkräftete Hamilton die Innenkante der Laufbahn und stürzte, während vor allem Szekely immer weiter an die Spitzenreiterin herankam. Am Ende gewann Nouria Mérah-Benida das Rennen mit gerade einmal fünf Hundertstelsekunden Vorsprung auf Violeta Szekely. Von hinten kam zuletzt noch Gabriela Szabo heran, die so noch die Bronzemedaille eroberte. Auf der Gegengeraden hatte sie noch auf dem letzten Platz gelegen. Vierte wurde Kutre Dulecha vor Lidia Chojecka, Anna Jakubczak und der Britin Kelly Holmes, die fünf Tage zuvor Bronze über 800 Meter gewonnen hatte.
Marla Runyan, die das Ziel als Achte erreichte, war die erste olympische Athletin, die zuvor bei den Paralympics teilgenommen hatte.

## Videolinks
- Women's 1500 Meters Final - 2000 Sydney Olympics Track & Field, youtube.com, abgerufen am 6. Februar 2022
- TW Olympic games Sidney 2000 Nouria Merah Benida 1500 m, youtube.com, abgerufen am 4. April 2018
- Women's 1500 Meter Semi-Final #1 - 2000 Sydney Olympics Track & Field, youtube.com, abgerufen am 6. Februar 2022